# Núi Norikura
Núi Norikura (乗鞍岳 Norikura-dake) là một núi lửa hoạt động tiềm năng tọa lạc trên biên giới hai quận Gifu và Nagano tại Nhật Bản. Đây là một phần thuộc dãy núi Hida được liệt kê vào danh sách 100 núi nổi tiếng Nhật Bản.